# (466629) 2014 WG17
(466629) 2014 WG17 es un asteroide perteneciente al cinturón de asteroides, descubierto el 15 de enero de 2008 por el equipo Spacewatch desde el Observatorio Nacional de Kitt Peak (Arizona, Estados Unidos).